# Rudolf Steiner Schule Hamburg-Wandsbek

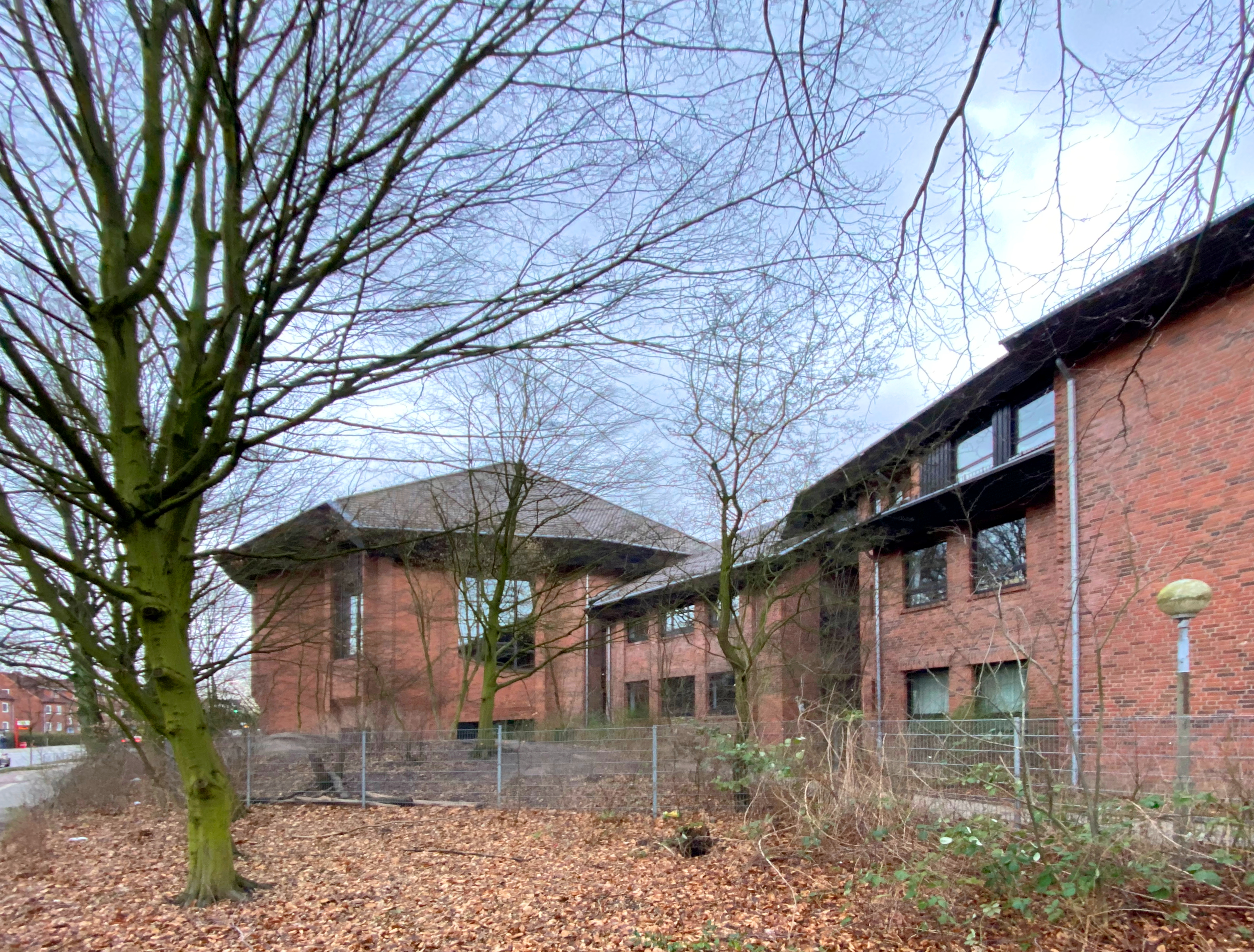
Neubau, links der Rahlstedter Weg

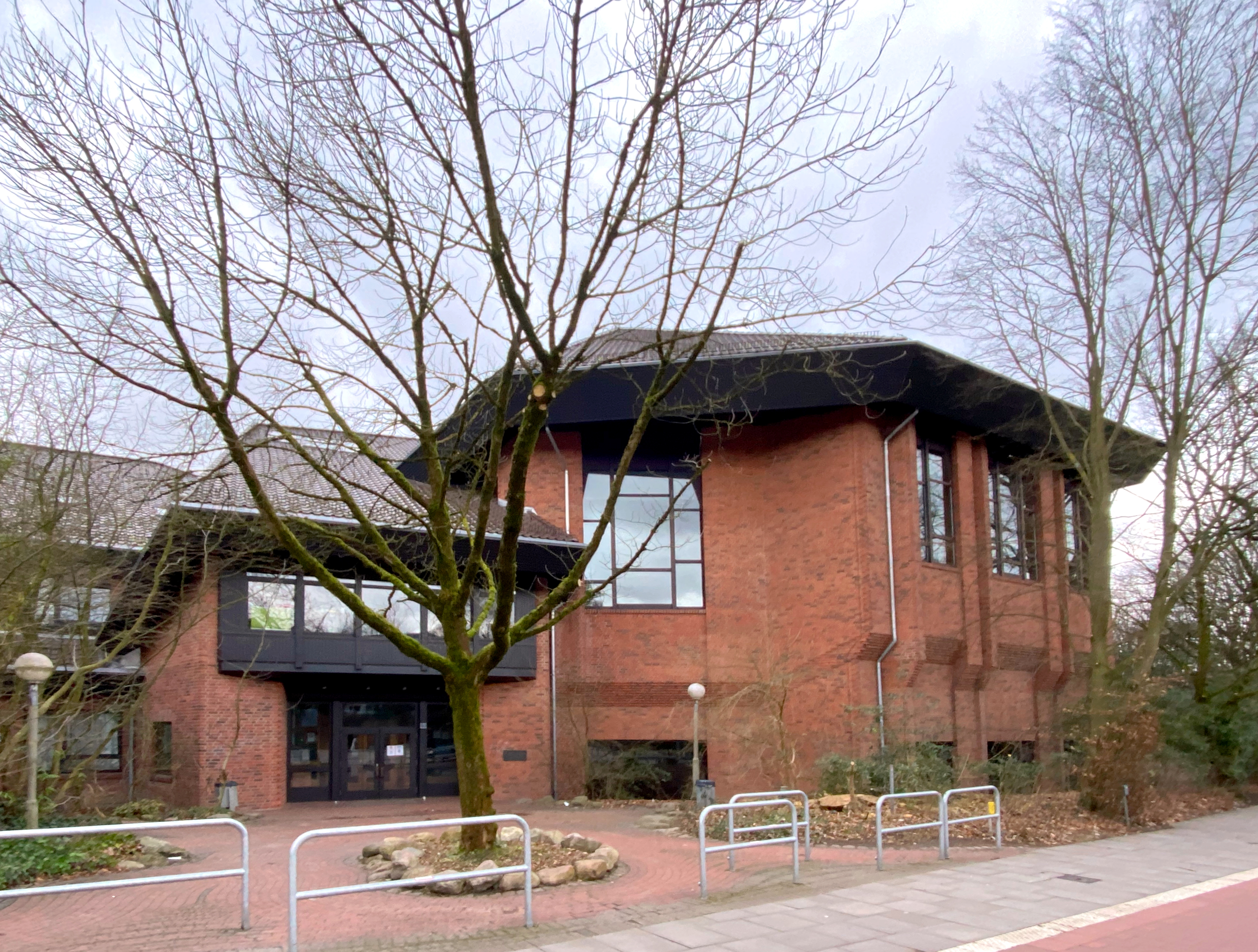
Neubau mit Haupteingang (links) und Aula (rechts)

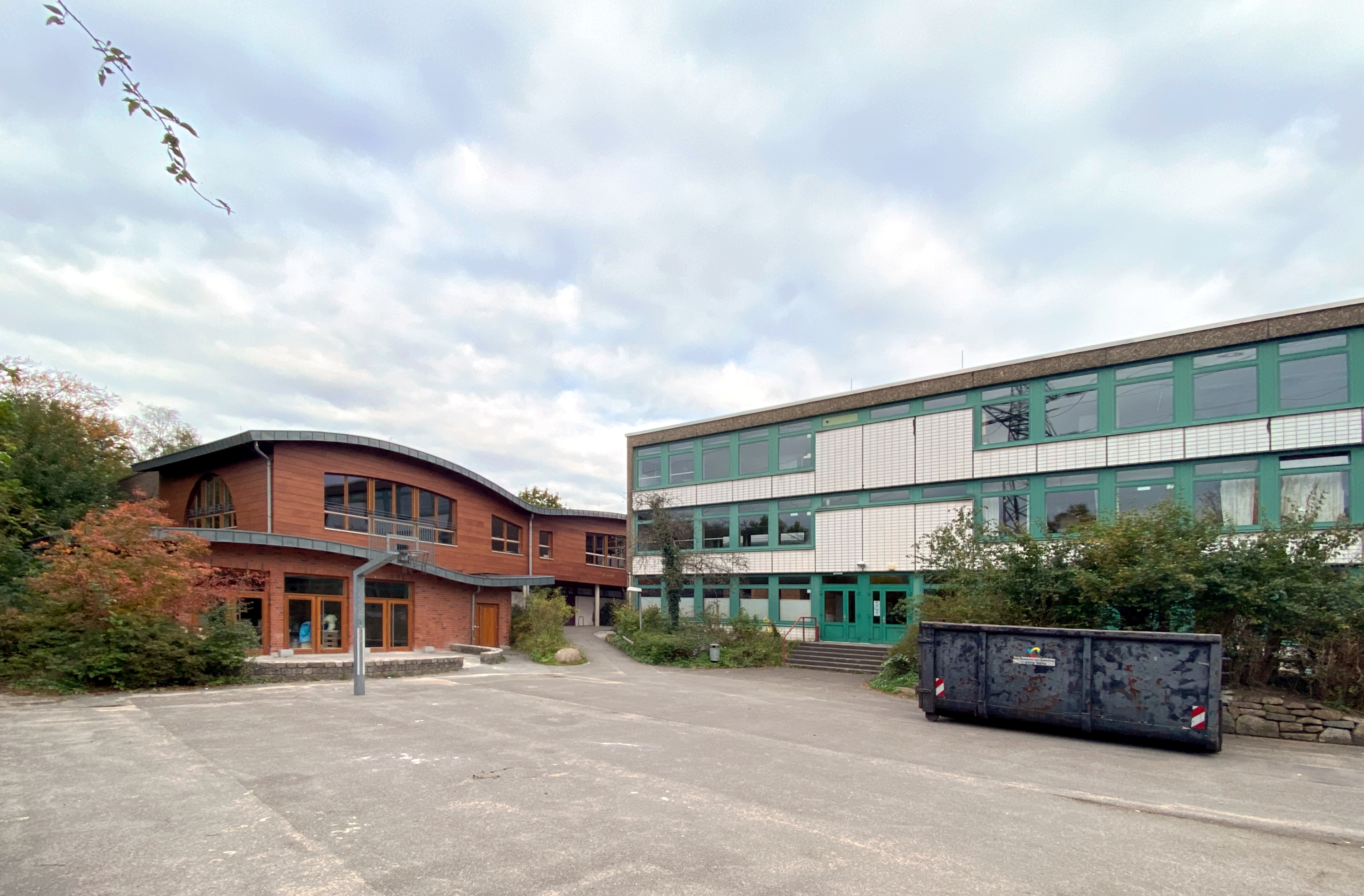
Altbau („Doppel-H“, rechts) und Übergang zum Neubau (links)

Die Rudolf Steiner Schule Hamburg-Wandsbek ist eine 1922 gegründete Waldorfschule im Hamburger Stadtteil Farmsen-Berne. Die staatlich genehmigte Ersatzschule ist eine Stadtteilschule in Langform. Die knapp 850 Schülerinnen und Schüler werden in den Klassenstufen 1 bis 13 zweizügig, ab Schuljahr 2024/25 zwei- und dreizügig unterrichtet.

## Geschichte
Die Schule wurde 1922 mit persönlicher Zustimmung Rudolf Steiners gegründet, zunächst mit dem Namen Freie Goethe-Schule. Somit gilt die Schule als erste Waldorfschule Hamburgs, wobei Wandsbek noch nicht Teil von Hamburg war. Gleichzeitig ist die Schule die zweitälteste noch existierende Waldorfschule Deutschlands. Anfangs fand der Unterricht in der Jüthornstraße 4a statt, in der freigewordenen Villa des Fabrikanten Hans Pohlmann, einem Anhänger der Lehre von Rudolf Steiner. Pohlmann steuerte neben Grundstück und Gebäude auch die Baukosten und Lehrergehälter bei. Erster Schuldirektor war Max Kändler. 1931 wurde aus der Freien Goethe-Schule heraus die Rudolf-Steiner-Schule Altona gegründet. Im September 1939 wurde die Schule behördlich geschlossen – die Lehrer wurden zum Dienst in Bezugsscheinstellen verpflichtet, die Eltern mussten ihre Kinder an Volksschulen anmelden. Hans Pohlmann unterstützte die Lehrer weiterhin finanziell, konnte aber 1941 die Hypotheken für das Schulgelände nicht mehr tragen und verkaufte Grundstück und Gebäude an den Staat. In die Villa zog der Sicherheits- und Hilfsdienst ein, eine Einrichtung des Luftschutzes. Das Gebäude wurde im weiteren Verlauf des Krieges bei Luftangriffen zerstört.
Mit Genehmigung der englischen Militärverwaltung in Hamburg wurde die Wandsbeker Schule im Frühjahr 1946 neu gegründet, diesmal unter dem Namen Rudolf-Steiner-Schule. Im ersten Schuljahr zählte man 270 Schüler in neun Klassen, die in notdürftig hergerichteten Räumen am alten Standort Jüthornstraße untergebracht waren. 1948 hatte die Schule bereits 800 Schüler, 1951 waren es 1036 Schüler in 25 Klassen. Diese Schülerzahl war für den Standort zu groß, etwas Entlastung wurde durch den Umzug eines Teils der Schüler in die 1952 auf einem Villengrundstück in der Elbchaussee 366 neugegründete Rudolf Steiner Schule Hamburg-Nienstedten erreicht. Die weitere Entwicklung der Schule und der Übergang zur Zweizügigkeit ab 1972 verlangten nach immer mehr Räumen, die auf getrennten Grundstücken in der Umgebung des Standortes gefunden wurden, teils um die Wandsbeker Allee und an der Bleicherstraße 59 (Straßenname ist heute Kattunbleiche 59). Diese Räume waren teils nur Provisorien wie Pavillonbauten und Baracken.
Der heutige Standort in Farmsen-Berne wurde planerisch 1972 als Schulgebiet ausgewiesen. Der Entwurf des heute als „Altbau“ bezeichneten Gebäudes stammt vom Hamburger Hochbauamt, es handelt sich um einen Serienbau vom Typ-68 (Doppel-H). Dieses Gebäude wurde 1972 fertiggestellt und zunächst von der staatlichen Haupt- und Realschule Weissenhof genutzt. Diese Schule wurde wegen zu geringer Anmeldezahlen geschlossen und lief bis 1983 aus.
Von 1984 bis 1985 wurde der Neubau für die Rudolf-Steiner-Schule errichtet. Der Entwurf stammte von einer Architektengemeinschaft aus den Büros Seyfert (Stuttgart) und Karsten-Weber-Wuppermann (Hamburg). Der schwedische Künstler und Anthroposoph Arne Klingborg übernahm die Farbgestaltung des Neubaus. Der Neubau wurde 1984 vom AIV Hamburg als „Bauwerk des Jahres“ ausgezeichnet.

## Lage und Architektur
Die Schule befindet sich westlich des Rahlstedter Wegs, etwa 800 Meter vom U-Bahnhof Farmsen entfernt. Das etwa 22.000 m² große Schulgelände wird auf der Rückseite durch einen Park entlang der Berner Au begrenzt, südlich schließt die Straße Weissenhof an. Das Gebiet mit seinen Hochhäusern im Eigentum der SAGA wurde von 1996 bis 2004 im Rahmen der Sozialen Stadtteilentwicklung gefördert. Den vorderen Teil des Schulgeländes nimmt relativ dicht am Rahlstedter Weg der Neubau ein, in dem 24 Stammklassen und die Aula untergebracht sind. Im Altbau (Doppel-H) befinden sich die meisten der Fachräume.

## Schulprofil
Wie alle Waldorfschulen basiert die Schule auf der Anthroposophie Rudolf Steiners und ist Mitglied im Bund der freien Waldorfschulen. In der 10. Klasse erfolgt der Erste allgemeinbildende Schulabschluss (auch ESA oder Hauptschulabschluss), der für alle Abgänger nach der 10. Klasse Pflicht ist. In der 11. Klasse kann der Mittlere Schulabschluss (auch MSA oder Mittlere Reifeprüfung) abgelegt werden, bei entsprechender Leistung folgt zum Ende der 13. Klasse das Hamburger Zentralabitur.
Im Schuljahr 2020/2021 wurden im Grundschul- und Stadtteilschulzweig der Rudolf Steiner Schule Hamburg-Wandsbek insgesamt 841 Schüler unterrichtet, etwa 11 % davon mit Migrationshintergrund. Im Vergleich hatte im selben Schuljahr 2020/2021 die benachbarten Grundschulen Eckerkoppel mit 47 % und Rahlstedter Höhe mit 52 % einen mehr als viermal so hohen Anteil an Schülern mit Migrationshintergrund. An der Rudolf Steiner Schule Hamburg-Wandsbek erhielt im Schuljahr 2020/2021 kein einziger Schüler Preisreduzierungen für Schulessen aus BuT-Mitteln. Im Vergleich erhalten etwa zwei Drittel aller Grundschüler und rund ein Drittel der Schüler an weiterführenden Schulen in Hamburg das Essen kostenlos oder zu reduzierten Preisen, beides teils aus BuT-Mitteln.

## Bekannte Ehemalige
- Freimut Duve (1936–2020), Publizist und Politiker der SPD (Schüler von 1946 bis 1951)
- Henning Kiene (* 1959), evangelisch-lutherischer Theologe (Abitur an der Schule)
- Andreas Schleicher (* 1964), Statistiker und Bildungsforscher (Abitur an der Schule)
- Jan Balcke (* 1973), Politiker der SPD (Abitur an der Schule 1993)
- Gunnar Haberland (* 1978), Schauspieler (Besuch der Schule)
- Julia Holmes (* 1980), Schauspielerin (Abitur an der Schule 2000)
- Anna Bederke (* 1981), Schauspielerin (Abitur an der Schule 2001)
- Konrad Wissmann (* 1984), Popmusiker